# Nado sincronizado no Campeonato Mundial de Esportes Aquáticos de 2013 - Rotina livre dueto

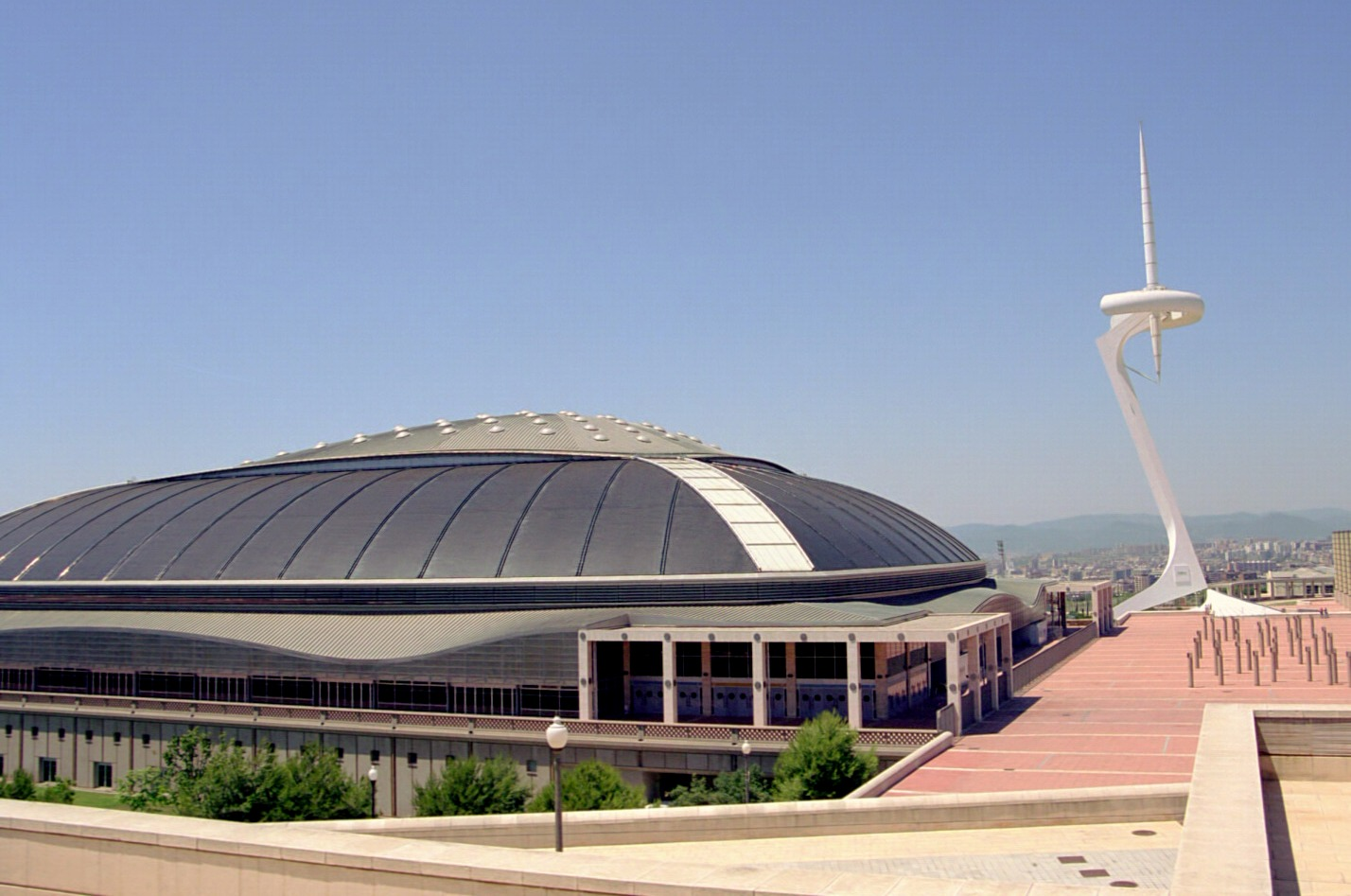
O Palau Sant Jordi, em Barcelona, 2000.

A rotina livre dueto do nado sincronizado no Campeonato Mundial de Esportes Aquáticos de 2013 foi realizada entre os dias 23 de julho e 25 de julho no Palau Sant Jordi em Barcelona.

## Calendário
| Fase          | Data        |
| ------------- | ----------- |
| Eliminatórias | 23 de julho |
| Final         | 25 de julho |

## Medalhistas
| Ouro                                                 | Prata                                 | Bronze                                     |
| Rússia · Svetlana Kolesnichenko · Svetlana Romashina | China · Jiang Tingting · Jiang Wenwen | Espanha · Ona Carbonell · Margalida Crespí |

## Resultados
| Pos.              | Nadadoras                                   | Nacionalidade   | Eliminatória | Eliminatória | Final  | Final |
| Pos.              | Nadadoras                                   | Nacionalidade   | Pontos       | Pos.         | Pontos | Pos.  |
| ----------------- | ------------------------------------------- | --------------- | ------------ | ------------ | ------ | ----- |
| Medalha de ouro   | Svetlana Kolesnichenko Svetlana Romashina   | Rússia          | 97.230       | 1            | 97.680 | 1     |
| Medalha de prata  | Jiang Tingting Jiang Wenwen                 | China           | 95.080       | 2            | 95.350 | 2     |
| Medalha de bronze | Ona Carbonell Margalida Crespí              | Espanha         | 94.270       | 3            | 94.990 | 3     |
| 4                 | Lolita Ananasova Anna Voloshyna             | Ucrânia         | 92.530       | 4            | 92.620 | 4     |
| 5                 | Yumi Adachi Yukiko Inui                     | Japão           | 91.470       | 5            | 91.620 | 5     |
| 6                 | Linda Cerruti Costanza Ferro                | Itália          | 89.630       | 6            | 89.170 | 6     |
| 7                 | Evangelia Platanioti Despoina Solomou       | Grécia          | 88.010       | 8            | 87.980 | 7     |
| 8                 | Emilia Kopcik Stéphanie Leclair             | Canadá          | 88.620       | 7            | 87.370 | 8     |
| 9                 | Olivia Allison Jenna Randall                | Reino Unido     | 87.680       | 9            | 87.180 | 9     |
| 10                | Laura Augé Margaux Chrétien                 | França          | 87.280       | 10           | 86.620 | 10    |
| 11                | Kim Jong-Hui Ri Ji-Hyang                    | Coreia do Norte | 85.840       | 11           | 85.780 | 11    |
| 12                | Pamela Fischer Anja Nyffeler                | Suíça           | 83.370       | 12           | 83.030 | 12    |
| 13                | Soňa Bernardová Alžběta Dufková             | Chéquia         | 83.100       | 13           | 25     | 13    |
| 14                | Isabel Delgado Nuria Diosdado               | México          | 83.040       | 14           | 24     | 14    |
| 15                | Lorena Molinos Giovana Stephan              | Brasil          | 81.830       | 15           | 23     | 15    |
| 16                | Alexandra Nemich Yekaterina Nemich          | Cazaquistão     | 80.110       | 16           | 22     | 16    |
| 17                | Etel Sánchez Sofía Sánchez                  | Argentina       | 79.990       | 17           | 21     | 17    |
| 18                | Inken Jeske Edith Zeppenfeld                | Alemanha        | 77.770       | 18           | 20     | 18    |
| 19                | Estefania Alvarez Monica Arango             | Colômbia        | 77.430       | 19           | 19     | 19    |
| 20                | Iryna Limanouskaya Iya Zhyshkevich          | Bielorrússia    | 76.940       | 20           | 18     | 20    |
| 21                | Kristína Krajčovičová Jana Labáthová        | Eslováquia      | 76.350       | 21           | 17     | 21    |
| 22                | Jomana Mohamed Aya Darwish                  | Egito           | 74.990       | 22           | 16     | 22    |
| 23                | Jung Young-Hee Kong Do-Yeon                 | Coreia do Sul   | 72.580       | 23           | 15     | 23    |
| 24                | Anouk Eman Kyra Hoevertsz                   | Aruba           | 72.260       | 24           | 14     | 24    |
| 25                | Rebecca Domika Tina Panić                   | Croácia         | 71.860       | 25           | 13     | 25    |
| 26                | Albany Avila Karla Loaiza                   | Venezuela       | 71.470       | 26           | 12     | 26    |
| 27                | Maria Kirkova Kalina Yordanova              | Bulgária        | 71.430       | 27           | 11     | 27    |
| 28                | Yuliya Kim Anastasiya Ruzmetova             | Uzbequistão     | 71.250       | 28           | 10     | 28    |
| 29                | Caitlin Anderson Kirstin Anderson           | Nova Zelândia   | 70.460       | 29           | 9      | 29    |
| 30                | Olia Burtaev Bianca Hammett                 | Austrália       | 70.180       | 30           | 8      | 30    |
| 31                | Mei Qi Stephanie Chen Yu Hui Crystal Yap    | Singapura       | 69.330       | 31           | 7      | 31    |
| 32                | Tanja Bogdanović Ana Cekić                  | Sérvia          | 68.550       | 32           | 6      | 32    |
| 33                | Bianca Benavides Violete Mitinian           | Costa Rica      | 67.230       | 33           | 5      | 33    |
| 34                | Au Ieong Sin Ieng Lo Wai Lam                | Macau           | 65.410       | 34           | 4      | 34    |
| 35                | Jennifer Quintana Odailys Suarez            | Cuba            | 64.430       | 35           | 3      | 35    |
| 36                | Emma Manners-Wood Laura Strugnell           | África do Sul   | 62.550       | 36           | 2      | 36    |
| 37                | Aphichaya Saengrusamee Arpapat Saengrusamee | Tailândia       | 56.090       | 37           | 1      | 37    |